# El teniente seductor
El teniente seductor es una película de 1931 dirigida por Ernst Lubitsch y nominada al Oscar a la mejor película. El guion fue escrito por Samson Raphaelson y Ernest Vajda, basado en la opereta Ein Walzertraum de Oscar Straus (libretto de Leopold Jacobson y Felix Dörmann), que a su vez está basado en la novela Nur der Prinzgemahl de Hans Müller-Einigen. 

## Argumento
La película está protagonizada por Maurice Chevalier, Claudette Colbert, Miriam Hopkins, Charles Ruggles y George Barbier. Es una comedia romántica que narra el amor de una princesa por un soldado que está casado con otra mujer. El teniente (Chevalier), que está en formación antes del pase de la familia real, tiene ocasión de sonreír a su novia que está entre la multitud. Por desgracia, la sonrisa es captada por la Princesa de Flausenthurm, y este incidente se convierte en un tema de estado al que se le añade la osadía de la novia del soldado que va a luchar por enfrentarse a la princesa a toda costa.

## Reparto
- Maurice Chevalier como Teniente Nikolaus 'Niki' von Preyn.
- Claudette Colbert como Franzi.
- Miriam Hopkins como Princesa Anna.
- Charles Ruggles como Max.
- George Barbier como Rey Adolfo XV.
- Hugh O'Connell como ordenanza de Niki.

- Datos: Q1199446
- Multimedia: The Smiling Lieutenant / Q1199446